# Fraunhoferove linije
Fraunhoferove linije su spektralne linije, nazvane prema njemačkom fizičaru Joseph von Fraunhoferu, koje se vide kao tamne apsorpcione linije, u vidljivom Sunčevom spektru.
1802. su prvi puta primjećene tamne linije u vidljivom Sunčevom spektru i 1814. Fraunhofer je počeo sistematski ih studirati i mjeriti valne duljine. Na kraju ih je uspio označiti 570 linija, označivši ih sa slovima od A do K, a neke slabije linije s malim slovima. Današnja promatranja otkrivaju nekoliko tisuća linija u Sunčevom spektru.
Oko 45 godina kasnije, Kirchhoff i Bunsen su primijetili da se neke Fraunhoferove linije podudaraju sa svojstvenim emisionim linijama nekih elemenata. Zaključili su da tamne linije u Sunčevom spektru nastaju apsorpcijom ili upijanjem kemijskih elemenata u Sunčevoj atmosferi. Neke linije nastaju, kao na primjer linije kisikovih molekula, u Zemljinoj atmosferi.
Glavne Fraunhoferove linije i kemijski elementi su prikazani u sljedećoj tablici:
| Oznaka  | Element | Valna duljina (nm) | Oznaka | Element | Valna duljina (nm) |
| y       | O2      | 898,765            | c      | Fe      | 495,761            |
| Z       | O2      | 822,696            | F      | Hβ      | 486,134            |
| A       | O2      | 759,370            | d      | Fe      | 466,814            |
| B       | O2      | 686,719            | e      | Fe      | 438,355            |
| C       | Hα      | 656,281            | G'     | Hγ      | 434,047            |
| a       | O2      | 627,661            | G      | Fe      | 430,790            |
| D1      | Na      | 589,592            | G      | Ca      | 430,774            |
| D2      | Na      | 588,995            | h      | Hδ      | 410,175            |
| D3 or d | He      | 587,5618           | H      | Ca+     | 396,847            |
| e       | Hg      | 546,073            | K      | Ca+     | 393,368            |
| E2      | Fe      | 527,039            | L      | Fe      | 382,044            |
| b1      | Mg      | 518,362            | N      | Fe      | 358,121            |
| b2      | Mg      | 517,270            | P      | Ti+     | 336,112            |
| b3      | Fe      | 516,891            | T      | Fe      | 302,108            |
| b4      | Fe      | 516,891            | t      | Ni      | 299,444            |
| b4      | Mg      | 516,733            |        |         |                    |

Fraunhoferove linije C, F, G’ i h su linije koje odgovaraju Balmerovoj seriji, i to su H-alfa, H-beta, H-gama i H-delta. D1 i D2 su linije koje odgovaraju natriju. Fraunhoferove linije se često koriste za označavanje indeksa prelamanja i raspršenja svjetlosti kod optičkih materijala.